# Une danse pour Noël
Une danse pour Noël (Holiday Spin) est un téléfilm de Noël canadien réalisé par Jonathan A. Rosenbaum et diffusé sur le réseau NTVCA Afrique. Aussi diffusé aux États-Unis le 18 novembre 2012 sur Lifetime.

## Synopsis
Blake, 17 ans, n'a jamais connu son père, Ruben. Il a été élevé par sa mère, qui vient juste de mourir dans un accident de voiture. À sa sortie de l'hôpital, l'adolescent est pris en charge par Ruben, qui l'accueille chez lui, à Miami, et lui présente Pia, une jeune danseuse qu'il prépare pour un grand concours annuel de danse de salon, le tournoi du réveillon. Blake, qui refuse de se lier avec ce père surgi de nulle part, commence par cacher à tout le monde qu'avant de faire de la boxe, il a appris la danse avec sa mère. Se rapprochant de Pia, qui a du mal à trouver un partenaire à sa hauteur pour le tournoi, il finit par lui proposer de danser avec lui.

## Fiche technique
- Diffusion : NTVCA Afrique
- Titre original : Holiday Spin
- Autre nom : une danse pour noel
- Réalisation : Jonathan A. Rosenbaum
- Scénario : Albert Leon
- Photographie : Kamal Derkaoui
- Musique : Jeff Toyne (en)
- Pays d'origine :  Canada
- Langue originale : anglais
- Durée : 89 minutes
- Date de diffusion :
  -  France : 22 décembre 2013 sur TF1

## Distribution
- Allie Bertram (VF : Camille Gondard) : Pia
- Garrett Clayton (VF : Adrien Larmande) : Blake
- Ralph Macchio (VF : Serge Faliu) : Ruben
- Karen Olivo (VF : Chantal Baroin) : Emily
- Benji Schwimmer (en) (VF : Tristan Petitgirard) : Rob
- Erika Eleniak : Roxy
- Julia Harnett : Tezza
- Nathalie Heath (VF : Maïa Michaud) : Mandy
- Mackenzie Green : Josh
- Hamza Adam (VF : Jean-Michel Vaubien) : Shane
- Ludi Lin : Clayton

## Accueil
Le téléfilm a été vu par 1,088 million de téléspectateurs lors de sa première diffusion.
Sur youtube , il a été vu sur NTVCA Afrique.